# Teorema de los seis círculos

Algunos ejemplos de configuración del teorema cambiando el radio del primer círculo. En la última configuración, los círculos son pares coincidentes

En geometría, el teorema de los seis círculos se relaciona con una cadena de seis circunferencias y con un triángulo, de modo que cada círculo es tangente a dos lados del triángulo y también al círculo precedente en la cadena. La cadena se cierra en el sentido de que el sexto círculo siempre es tangente al primero.
El nombre también puede referirse al teorema de los seis círculos de Miquel, el resultado de que si cinco círculos tienen cuatro puntos de intersección triples, los cuatro puntos de intersección restantes se encuentran en un sexto círculo.